# Ego (песня Холзи)
Ego — песня американской певицы и автора-исполнителя Холзи, вышедшая 4 октября 2024 на лейбле Columbia Records в качестве третьего сингла её пятого студийного альбома The Great Impersonator (2024). Холзи написала песню вместе с Грегори Алдаем Хайном и Грегом Кёрстином, а Кёрстин, Уайатт Бернард, Майкл Узовуру и Остин Корона занимались её продюсированием. «Ego» — это трек в стиле альтернативного рока, поп-рока и поп-панка 1990-х годов с гитарой и ударными, с гимнической энергией и текстом о личных проблемах Хэлси и её неуверенности в своей публичной персоне.
На «Ego» повлияла Долорес О’Риордан из группы The Cranberries, которую Холзи изобразила в рамках продвижения альбома. Альбом был положительно встречен музыкальными критиками, которые отметили сходство с творчеством О’Риордан и группами Garbage и No Doubt. На официальном канале Холзи в Vevo был выпущен клип на песню «Ego», написанный и снятый самостоятельно; в нём певица играет две гендерные роли, представляя две версии себя. Хэлси исполнила песню «Ego» на церемонии вручения премии MTV Video Music Awards в 2024 году в сопровождении гаражной рок-группы, в состав которой входила басистка рок-группы Måneskin Виктория Де Анджелис.

## Предыстория и релиз
В начале сентября 2024 года Холзи представила обложку и дату выхода своего пятого студийного альбома под названием The Great Impersonator. Она также поделилась трейлером с песней «Ego», которая играет в отдельных видео на заднем плане и в которой она говорит: «Я действительно думала, что этот альбом может стать последним в моей жизни». «Ego» был выпущен в качестве сингла альбома на Columbia Records 6 сентября 2024 года. Через неделю после этого Sony Music Italy отправила песню на итальянские радиостанции.

## Композиция
Песня «Ego» длится 3 минуты 18 секунд. Её написали Холзи, Грегори Алдей Хейн и Грег Кёрстин, а продюсированием занимались Кёрстин, Уайатт Бернард, Майкл Узовуру и Остин Корона. Они играли на различных инструментах, им аккомпанировали Алекс Джи на гитаре и Дилан Уиггинс на барабанах. Инжиниринг песни выполнили Кёрстин, Мэтт Таггл и Джулиан Бург; за ними последовали Киран Бирдмор и Мэтт Волах в качестве помощников инженера, Шон Мацукава в качестве инженера звукозаписи, Рэнди Меррилл в качестве инженера мастеринга и Спайк Стент в качестве инженера микширования.
Песня «Ego» была вдохновлена Долорес О’Риордан из группы The Cranberries и Холзи изобразила её в рамках промоушена альбома. Музыкальные журналисты назвали её треком в стиле альтернативного рока, поп-рока и поп-панка, с элементами рока 1990-х годов. Слова песни уязвимы и исповедальны, описывают внутреннюю борьбу с собой и своей публичной персоной, как она поёт: «И я нервничаю, что вы подумаете обо мне теперь». Содержащая мощные ударные и гитарные партии, песня была названа критиками гимнической, а Карли Роджерс из Exclaim! сравнила её с другими песнями Холзи, такими как «3AM» из альбома Manic (альбом Холзи) и «Easier than Lying» из If I Can’t Have Love, I Want Power.
Песня продолжает «исследование различных музыкальных эпох» Холзи, как отметила Джессика Линч из Billboard. Обозреватель Rolling Stone Эмили Землер сравнила напористый припев «Ego» с работами шотландско-американской группы Garbage и американской группы No Doubt, а Джон Амен из Beats Per Minute нашёл его напоминающим канадско-американскую певицу Аланис Мориссетт на её альбоме Jagged Little Pill (1995). Обозреватель Stereoboard Кэти Макбет согласилась с Землером и добавила О’Риордан в список сходств, описав припев как «более пробивной» момент в альбоме по сравнению с другими треками.
В конце бриджа «Ego» Холзи размышляет о том, как она «замаскировала свою болезнь» — волчанку и редкое заболевание Т-клеток, о котором она рассказала во время выпуска промо-сингла «The End»: «Кого я обманываю? / У меня все гораздо хуже, чем я признаю». Внутренняя битва с самой собой, песня заканчивается словами: «Я действительно не так уж счастлива быть собой».

## Музыкальное видео
Холзи написала и сняла клип на песню «Ego». По аналогии с американским фильмом 2005 года «Мистер и миссис Смит», в нём Холзи играет двух персонажей, представляющих две версии себя. У одного длинные рыжие волосы, макияж и чёрное платье, а у другого короткие волосы того же цвета, без макияжа и в смокинге. По ходу клипа они ужинают, гоняются по дому и пытаются убить друг друга.

## Концертные исполнения
Перед релизом Холзи представила «Ego» на закрытом живом концерте в лондонском клубе Koko в августе 2024 года. Она сказала: «Последние пару дней я тизерила новую песню […] Вы, ребята, первые в мире, кто её услышал».
11 сентября 2024 года Холзи исполнила песню «Ego» на церемонии MTV Video Music Awards 2024 вместе с группой, сформированной из её «гаражной рок-группы мечты 90-х», с Викторией де Анджелис из Måneskin на басу, Джазель Занаутти на синтезаторах и Майей Степански на барабанах. Все началось с того, что Холзи проехала по сцене на велосипеде, затем она открыла дверь гаража в доме, чтобы показать специальных гостей и исполнить песню.

## Чарты
| Чарт (2024)                                    | Высшая позиция |
| ---------------------------------------------- | -------------- |
| Канада (Billboard CHR/Top 40)                  | 34             |
| Канада (Billboard Hot AC)                      | 39             |
| Япония (Billboard Japan)                       | 20             |
| Новая Зеландия (RMNZ)                          | 16             |
| США (Billboard Bubbling Under Hot 100 Singles) | 18             |
| США (Billboard Adult Top 40)                   | 25             |
| США (Billboard Mainstream Top 40)              | 28             |